# 房爱卿
房爱卿（1956年—），山东郓城人，中华人民共和国政治人物。
早年担任国内贸易部行业管理司、行业管理一司副司长。1998年，任国家国内贸易局消费品流通司司长。2000年，任国家经贸委贸易市场局副局长。2003年，任商务部市场运行调节司司长兼国家茧丝绸协调办公室副主任。2008年3月，任商务部部长助理。2013年6月，担任商务部副部长。2017年6月卸任商务部副部长。2018年1月，当选第十三届全国政协委员。